# RP-22
RP-22는 소련제 전투기 Mig-21에 탑재되는 레이더이다. 최대 탐지거리는 30km로 F-5 전투기의 레이더와 비교된다.

## 제원
- 이름 : RP-22
- 소형 전투기 탐지거리 : 14km
- 최대 탐지거리(Max) : 30km

## 같이 보기
- RP-21 (레이다)
- RP-25 (레이다)
- Sapfir-23ML
- AI24 Foxhunter